# Синий Шихан (село)
Си́ний Шиха́н — село в Брединском районе Челябинской области России. Входит в Павловское сельское поселение. Самый южный населённый пункт области и Уральского федерального округа. В 1940—1955 годах имел статус рабочего посёлка.

## География
Расстояние до районного центра посёлка Бреды 50 км.

## Население
| 2002 | 2010 | 2015 |
| ---- | ---- | ---- |
| 221  | ↘206 | ↘85  |

По данным Всероссийской переписи, в 2010 году численность населения села составляла 206 человек (76 мужчин и 130 женщин).

## Улицы
Уличная сеть села состоит из 3 улиц.